# Суперраспространитель
Суперраспространитель (англ. Super-spreader) — инфицированный организм, обладающий свойством повышенной заразности. В контексте инфекций, передаваемых человеком, суперраспространитель — это человек, который с большей вероятностью заражает других по сравнению с типичным инфицированным человеком. Суперраспространители привлекают особое внимание эпидемиологов.
Некоторые случаи суперраспространения соответствуют правилу 20/80 когда около 20 % инфицированных отвечают за 80 % дальнейших заражений. При эпидемиях с суперраспространением большинство инфицированных заражают относительно небольшое число вторичных контактов.
Суперраспространение формируется под влиянием множества факторов, включая снижение коллективного иммунитета, внутрибольничные инфекции, вирулентность, вирусную нагрузку, врачебные ошибки, механизм передачи инфекции, подавление иммунитета и совместную инфекцию с другим патогеном.

## Коронавирусные инфекции
Суперраспространители довольно часто являются одним из основных способов разноса инфекции от коронавирусов. Коронавирусы очень заразны в аэрозольном состоянии и легко передаются между людьми, особенно через так называемых «суперраспространителей», то есть лиц, которые пренебрегают карантинами, используют общую посуду и предметы с другими людьми, имея при этом большое число социальных контактов. Наиболее известным «суперраспространителем» является «пациент № 31» из Южной Кореи. Властям Южной Кореи долго удавалось сдерживать число инфицированных COVID-19 в пределах 30, пока не началось нарушение карантинных мер со стороны одной из христианских общин. Пожилая сектантка, со слабыми симптомами, вопреки совету своего врача, являлась на религиозные службы и в итоге заразила более ста человек, после чего болезнь поразила тысячи людей в секте Синчонджи. Власти Южной Кореи предъявили лидерам данной общины уголовное обвинение в массовом непреднамеренном убийстве из-за нарушения запрета на проведение богослужений во время карантина.
Аналогичная ситуация сложилась в Израиле, где вирус быстрее всего распространяется в общинах ортодоксальных иудеев: среди госпитализированных их около половины, среди населения в целом — лишь 12 %. По информации Министерства здравоохранения Израиля, около 30 % заболевших коронавирусом заразились в синагогах и иешивах. Лишь спустя определённое время «ортодоксальное сообщество и раввины смогли осознать всю опасность положения».
Суперраспостранители также способны заражать большое число людей на судах из-за скученности людей в ограниченном пространстве и систем циркуляции воздуха. Так, неизвестный суперраспостранитель фактически вывел из строя авианосец «Теодор Рузвельт», заразив сотни моряков. По данным CNN, аналогичным образом (через заражение от новобранцев) выведены из строя авианосец «Рональд Рейган» и подводная лодка «Дольфейн». Вывод из строя экипажа авианосца стоимостью 4 миллиарда долларов из-за одного новобранца с коронавирусом делает актуальным вопрос о безопасном пополнении личного состава в армии и на флоте. Капитан авианосца «Теодор Рузвельт» подал рапорт «через голову» непосредственного командования, в котором указал, что позиция командования — во время пандемии продолжать действовать так, как будто ничего не случилось, и присылать новобранцев — безответственна. Капитан отметил в рапорте: «Мы не на войне. Моряки не должны погибать». За этот рапорт он был уволен. 14 апреля 2020 года коронавирус вывел из строя авианосец «Шарль де Голль» поразив половину экипажа.